# Synagogue de Wadi Qelt
La synagogue de Wadi Qelt est le nom donné par plusieurs chercheurs à un bâtiment identifié comme une synagogue de la période hasmonéenne par l'archéologue Ehud Netzer, bien que cette identification soit controversée. Le bâtiment fait partie du palais d'hiver royal (en) construit par les Hasmonéens dans l'oasis de Jéricho, à l'ouest de la ville même. Daté d'entre 70 et 50 av. J.-C., cet édifice serait la plus ancienne synagogue jamais mise au jour si son utilisation comme lieu de culte était démontrée,,.
Le bâtiment est mis au jour lors de fouilles dirigées par Netzer.

## Description
Ce bâtiment de taille modeste est fait de pierre et de brique cuite au soleil. Il comprenait un bain rituel et une petite cour intérieure entourée de sept ou huit pièces, ainsi qu'un hall de 53 pieds par 37. Le hall était bordé par une colonnade dont le socle s'élevait à presque deux pieds au-dessus du plancher de la pièce, offrant ainsi à 70 personnes la possibilité de s'asseoir. Dans l'angle nord-est, Netzer découvre une niche qui aurait pu servir d'arche sainte.
Un autre compartiment, plus bas, aurait pu servir de gueniza pour y stocker les rouleaux inutilisés. Le hall était bordé à l'ouest par un triclinium où se tenaient les repas publics, ainsi que par un espace triangulaire qui aurait pu servir de cuisine. Le triclinium est ajouté quelques années après la construction du hall. Les invités mangeaient les repas allongés, à la romaine, sur des bancs installés contre trois des murs de la pièce. Les murs et les planchers du bâtiment étaient recouverts de plâtre blanc.

## Controverse
Bien que l'archéologue Ehud Netzer ait identifié le bâtiment comme une synagogue de la période hasmonéenne, cette conclusion est incertaine. En fait, peu d'experts considèrent cette hypothèse lors des débats sur les synagogues de la période du Second Temple, même si très peu ont contesté l'identification de Netzer par écrit,.